# Lunovec
Lunovec este o localitate din comuna Ormož, Slovenia, cu o populație de 25 de locuitori.